# Amtsgericht Aschersleben

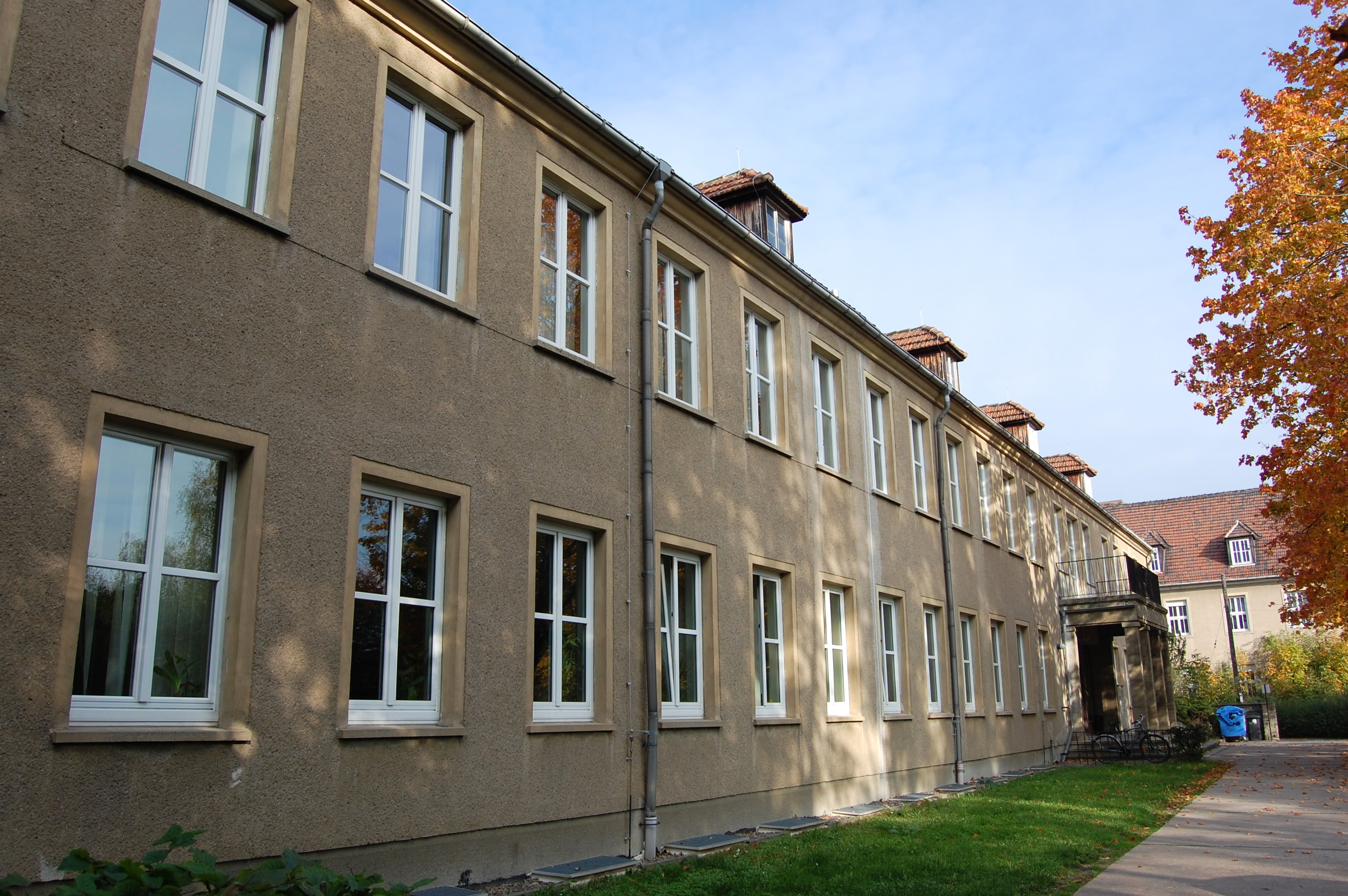
Amtsgericht Aschersleben (2010)

Das Amtsgericht Aschersleben ist ein Gericht der ordentlichen Gerichtsbarkeit in Deutschland. Es gehört zum Bezirk des Landgerichts Magdeburg und des Oberlandesgerichts Naumburg.
Sitz des Gerichts ist Aschersleben. Das Dienstgebäude befindet sich an der Adresse Theodor-Roemer-Weg 3, westlich der Aschersleber Innenstadt. In Staßfurt besteht an der Adresse Lehrter Straße 15 eine Außenstelle des Gerichts. Dort wurde am 1. Mai 2007 das Gemeinsame Mahngericht der Bundesländer Sachsen, Sachsen-Anhalt und Thüringen eingerichtet. Zuvor bestand in Staßfurt das eigenständige Amtsgericht Staßfurt.

## Geschichte
Ein Vorgänger des Amtsgerichtes Aschersleben war das dortige Land- und Stadtgericht. Im Jahre 1849 erfolgte im Königreich Preußen eine Neuordnung des Justizwesens. Fortan bestand in Halberstadt ein Appellationsgericht und diesem nachgelagert das Kreisgericht Quedlinburg. Dem Kreisgericht Quedlinburg wiederum war eine Gerichtsdeputation in Aschersleben angeschlossen. Nach der Deutschen Reichsgründung 1871 wurden im Rahmen der Reichsjustizgesetze die bestehenden Gerichte aufgehoben und durch Land- und Amtsgerichte ersetzt. Das königlich-preußische Amtsgericht Aschersleben wurde mit Wirkung zum 1. Oktober 1879 als eines von acht Amtsgerichten im Bezirk des Landgerichtes Halberstadt gebildet. Der Sitz des Gerichtes war Aschersleben. Der Amtsgerichtsbezirk bestand aus dem Kreis Aschersleben ohne den Teil, der den Amtsgerichten Egeln und Quedlinburg zugeordnet war. Im Jahre 1888 waren am Gericht drei Richter tätig, es war damit ein mittelgroßes Gericht im Landgerichtsbezirk.
Nach dem Zweiten Weltkrieg wurde das Landgericht Halberstadt 1945 in der SBZ aufgehoben, und das Amtsgericht Aschersleben wurde dem Landgericht Magdeburg zugeordnet. Im Jahre 1952 wurden das Amtsgericht Aschersleben aufgehoben und an seiner Stelle das Kreisgericht Aschersleben geschaffen. Dieses war für den Kreis Aschersleben zuständig und dem Bezirksgericht Halle nachgeordnet. Nach dem Zusammenbruch der DDR wurde das Amtsgericht Aschersleben 1992 neu eingerichtet.